# Konstantin I av Georgien
Konstantin I av Georgien, död 1412, var en georgisk monark. Han var kung i kungariket Georgien mellan 1407 och 1411.